# Buzzy Linhart
William Charles „Buzzy“ Linhart (* 3. März 1943 in Pittsburgh, Pennsylvania; † 13. Februar 2020 in Berkeley, Kalifornien) war ein US-amerikanischer Sänger, Songschreiber, Gitarrist und Vibraphonist.

## Leben
Bereits im Alter von sieben Jahren begann Linhart sich für Musik und Theater zu interessieren und spielte zuerst Perkussion in einem Schulorchester. Mit zehn Jahren wechselte er zum Vibraphon und mit 14 Jahren besuchte er die Cleveland Music School, wo er mehrere Schulbands leitete. Ab 1961 besuchte er die U.S. Navy School of Music und ging 1962 nach Florida, wo er den Sänger, Gitarristen und Songschreiber Fred Neil kennenlernte und mit diesem in Clubs auftrat. 1963 kam er, zusammen mit Neil, nach Greenwich Village, New York, und freundete sich in der dortigen Folkszene mit John Sebastian, dem späteren Gründungsmitglied von  The Lovin’ Spoonful, an.
Neil war zu dieser Zeit eine Art Conferencier im Folkclub Cafe Wha?, wo er neue Folksänger dem Publikum vorstellte, darunter auch Bob Dylan und Buzzy Linhart.
Die US-amerikanische Folkszene war damals von indischer Musik begeistert, besonders von Ravi Shankar und dessen Virtuosität auf der Sitar. Davon inspiriert spielten Neil, Linhart, der Gitarrist und Sänger Tim Hardin und andere Musiker lange Jam-Sessions in Clubs wie dem Night Owl Cafe und dem Café au Go Go mit Improvisationen in einer Kombination aus Folk und indischen Ragas. Die später Raga-Rock genannte Fusion sollte zum Vorläufer der psychedelischen Musik werden.
1966 gründete Linhart, zusammen mit Serge Katzen, Steve Denaut und Max Ochs das Quartett Seventh Sons, das eine Raga-Rock-LP aufnahm, sich jedoch schon bald wieder auflöste. Kurz darauf engagierte der Bandleader Mitch Ryder Linhart für eine Tournee durch die USA, Deutschland und Großbritannien. Während eines weiteren Aufenthalts in London 1968 konnte er mit Phillips Records einen Plattenvertrag abschließen und sein erstes Album buzzy aufnehmen. Mit dem darauf enthaltenen Lied Sing Joy ist erstmals eine für Linhart typische Raga-Folk-Adaption mit den Begleitinstrumenten Gitarre, Sitar, Tabla und Mellotron dokumentiert.
Nach seiner Rückkehr nach New York 1969 gründete er mit Doug Rodriguez an der Leadgitarre, John Siomos am Schlagzeug und Douglas Rausch am Bass das Buzzy Linhart Quartet, das er später in Music umbenannte. Eine ebenso betitelte LP erschien 1970, die Band löste sich kurz nach dem Erscheinen jedoch auf. Im selben Jahr wirkte er bei den Aufnahmen zum ersten Studioalbum von John Sebastian mit.
Als Sessionmusiker am Vibraphon spielte er außerdem u. a. auf Alben von Richie Havens, David Crosby, Mama Cass, Carly Simon, Buffy Sainte-Marie, Cat Mother & All Night Newsboys und Jimi Hendrix (Cry of Love).
1971 bewegte sich Linhart in Songschreiber-Kreisen und lernte einige der später erfolgreichsten Musiker kennen. Für Carly Simon schrieb er den Raga-Rock-Song The Love’s Still Growing, für Bette Midler sein berühmtestes Lied Friends, das auf ihrem ersten Album The Divine Miss M. erschien, das wiederum Platz 6 der Billboard-Charts erreichte und ihr Erkennungssong wurde.
Im gleichen Jahr nahm Linhart sein drittes Album The Time to Live Is Now mit Midlers Freund Luther Rix am Schlagzeug und Bill Takas am Bass auf. Sein viertes, Buzzy (The Black Album), das von Todd Rundgren gemischt wurde, erschien 1972. Ebenfalls 1972 schrieb er Lieder für ein Musical, das sich mit damals anhängigen Gerichtsverfahren in London gegen Autoren und Verleger des Untergrund-Magazins OZ wegen angeblich obszöner Inhalte beschäftigte. Auch John Lennon und Yoko Ono hatten sich an Protesten gegen diese Verfahren beteiligt. Das Musical wurde einige Male auf dem Broadway aufgeführt, dann jedoch wegen Linharts provokanten Texten wieder abgesetzt.
Linharts letztes Album bei einer großen Plattenfirma war Pussycats Can Go Far, erschienen 1974. Zwei Jahre später schrieb er die Songs zum Film Rush It! des Regisseurs Gary Youngman, mit Judy Kahan und Tom Berenger in den Hauptrollen. Er selbst hatte Nebenrollen in den Filmen The Groove Tube 1974 und Modern Problems 1981 (mit Chevy Chase), sowie 1976 in den Comedy-Serien von Bill Cosby.
Von 1983 bis 1994 moderierte er Radiosendungen. Er lebte zuletzt in Berkeley, bestritt bis 2018 Live-Auftritte und hat zahlreiche Songs geschrieben und aufgenommen, von denen viele bisher unveröffentlicht geblieben sind. 2008 wurde sein erstes Album auf CD wieder veröffentlicht.

## Diskografie
The Seventh Sons
- Raga: 4am at Frank’s (Album, 1966)

Solo
- Buzzy (Album, 1969)
- Buzzy Linhart Is Music (Album, 1970)
- The Time to Live Is Now (Album, 1971)
- Buzzy (The Black Album) (Album, 1972)
- You Got What It Takes / Same (Single, 1972)
- Pussycats Can Go Far (Album, 1974)
- Friends / Same Flip (Single, 1974)
- You Don’t Have to Tell Me Goodbye / A Tear Outweighs a Smile (Single, 1974)
- Buzzy Linhart Loves You (Album, 2001)
- Buzzy Linhart Presents the Big Few (Album, 2003)
- Studio (Album, 2006)
- Buzzy’s Buzzy (Album, 2008)

Buzzy Linhart & Moogy Klingman
- The Buzzy / Moogy Sessions (Album, 2001)